# 幸せについて私が知っている5つの方法/色彩
「幸せについて私が知っている5つの方法／色彩」（しあわせについてわたしがしっているいつつのほうほう／しきさい）は、坂本真綾の25枚目のシングル。2015年1月28日にFlyingDogから発売された。

## 楽曲
「幸せについて私が知っている5つの方法」は、テレビアニメ『幸腹グラフィティ』のオープニングテーマに使用された。岩里祐穂がシングル表題曲を手掛けるのは「モアザンワーズ」以来4作ぶりで、菅野よう子以外とのタッグは初となる。
「色彩」は、スマートフォン用ゲーム『Fate/Grand Order』の主題歌および、テレビアニメ『Fate/Grand Order -First Order-』の主題歌に使用された。2021年7月度の配信認定で25万以上ダウンロードされた楽曲としてプラチナ認定された。なお、坂本の作品がプラチナ認定されたのは2008年リリースの「トライアングラー」以来2作目である。
さらに「色彩」を楽曲提供をしたla la larksによって、彼らの2ndシングル（原曲）と1stアルバム（アルバムバージョンにアレンジされる形）でセルフカバーされ、坂本自身もアルバム版の『色彩』にコーラスとして参加している。

## シングルリリース
2015年1月28日にFlying Dogから発売された。坂本のシングルとしては前作「レプリカ」から約5か月ぶりのリリースとなる。
初回限定盤（VTZL-96）と通常盤（VTCL-35199）の2種類がリリースされた。初回限定盤にはライブDVD「坂本真綾×石成正人 STUDIO LIVE 2014」が付属。
累計出荷枚数は1.7万枚。

## シングル収録内容
| #         | タイトル                                              | 作詞      | 作曲・編曲   | ストリングスアレンジ | 時間  |
| --------- | ----------------------------------------------------- | --------- | ------------ | -------------------- | ----- |
| 1.        | 「幸せについて私が知っている5つの方法」               | 岩里祐穂  | Rasmus Faber |                      | 4:40  |
| 2.        | 「色彩」                                              | 坂本真綾  | la la larks  | 江口亮、石塚徹       | 4:33  |
| 3.        | 「君の好きな人」                                      | 坂本真綾  | 扇谷研人     |                      | 4:54  |
| 4.        | 「幸せについて私が知っている5つの方法」(Instrumental) |           |              |                      | 4:40  |
| 5.        | 「色彩」(Instrumental)                                |           |              |                      | 4:30  |
| 合計時間: | 合計時間:                                             | 合計時間: | 合計時間:    | 合計時間:            | 23:17 |

| #  | タイトル             | 作詞          | 作曲       | ライブアレンジ |
| -- | -------------------- | ------------- | ---------- | -------------- |
| 1. | 「手紙」             | 坂本真綾      | 北川勝利   | 石成正人       |
| 2. | 「afternoon repose」 | Shanti Snyder | 菅野よう子 | 石成正人       |
| 3. | 「おかえりなさい」   | 坂本真綾      | 松任谷由実 | 石成正人       |

## チャート
| チャート（2015年）                     | 最高位 |
| -------------------------------------- | ------ |
| オリコン                               | 9      |
| Billboard Japan Hot 100                | 16     |
| Billboard Japan Hot Animation          | 2      |
| Billboard Japan Hot Singles Sales      | 7      |
| Billboard Japan Hot Top Airplay        | 48     |
| サウンドスキャンジャパン（初回限定盤） | 9      |